# Ácido hialurónico
El ácido hialurónico (AH) es un polisacárido del tipo de glucosaminoglucanos compuesto por repetitivos disacáridos poliméricos de ácido D-glucurónico y N-acetil-D-glucosamina unidos por enlaces β (1→3). En biología, se distribuye ampliamente en células tanto procariotas como eucariotas.  En el ser humano, es abundante en la piel, y está presente en el humor vítreo, el cordón umbilical, el líquido sinovial, el tejido esquelético, las válvulas cardíacas, el pulmón, la aorta, la próstata, la túnica albugínea, los cuerpos cavernosos y esponjoso del pene. Es producido principalmente por células mesenquimales además de otros tipos. En un hombre medio de 70 kilogramos de peso puede haber una cantidad total de 15 gramos de ácido hialurónico en su cuerpo, y un tercio de este se degrada y sintetiza cada día.
Algunas bacterias patógenas desarrollan hialuronidasa convirtiéndose en un factor de virulencia ya que esta enzima hidroliza el ácido hialurónico de la matriz extracelular.

## Historia
En 1934 el farmacéutico alemán Karl Meyer y su colega John Palmer, doctores de la Universidad de Columbia (Nueva York) lograron aislar en el laboratorio de oftalmología de la universidad una sustancia hasta entonces desconocida a partir del cuerpo vítreo de los ojos de las vacas. Descubrieron que esta sustancia contenía dos macromoléculas de azúcar, y que una de ellas era ácido glucurónico. A raíz de esto tomaron la decisión de darle el nombre de ácido hialurónico a partir de las palabras hialoide" (vítreo) y ácido urónico. La sustancia, que ayudaba al ojo a conservar su forma, era sumamente viscosa, lo que hizo sospechar a Meyer que podría tener algún empleo terapéutico. Sin embargo su extracción a partir de los ojos de las vacas no era factible comercialmente.
El ácido hialurónico fue utilizado por primera vez con fines comerciales en 1942, cuando el científico húngaro Endre Balazs utilizó las técnicas de Meyer para sintetizar el ácido de las crestas de los gallos, que hoy día continúa siendo una de las fuentes de ácido hialurónico más provechosas. Interesado por el compuesto patentó el primer uso de este ácido: sucedáneo de la clara de huevo en los productos de pastelería. Balazs llevó a cabo la mayor parte de los descubrimientos sobre hialurónico durante los últimos cincuenta años, habiendo sido premiado por su carrera en numerosas ocasiones e incluso le han puesto su nombre a los premios de la Sociedad Internacional de Investigación Ocular (International Society for Eye Research).

## Descripción
El ácido hialurónico está constituido por cadenas de carbohidratos complejos, en concreto unos 50 000 disacáridos de N-acetilglucosamina y ácido glucurónico por molécula. y deriva de la unión de amino azúcares y ácidos urónicos. Esta cadena se sitúa formando espirales con un peso molecular medio de 2 a 4 millones. Presenta la propiedad de retener grandes cantidades de agua y de adoptar una conformación extendida en disolución, por lo que son útiles a la hora de acojinar o lubricar. Estas propiedades se consiguen gracias al gran número de grupos OH y de cargas negativas de esta molécula, lo que permite, por el establecimiento de fuerzas de repulsión, que se conserven relativamente separadas entre sí las cadenas de carbohidratos.
En las células, el ácido hialurónico es producido por la acción de enzimas denominadas ácido hialurónico sintetasas, las cuales se encuentran en la superficie interna de la membrana celular. Luego, el ácido hialurónico es extrudido a través de poros. En los mamíferos se han descrito tres tipos de estas enzimas: HAS-1, HAS-2 y HAS-3.

## Farmacodinámica

### Mecanismo de acción
El ácido hialurónico tiene un efecto positivo en el envejecimiento intrínseco, aquel que se produce por el mero transcurso del tiempo, y también en el envejecimiento extrínseco, producido por factores medioambientales externos. Es responsable de mantener los niveles de humedad de la piel, ya que posee la propiedad de retener agua.

### Efectos
El ácido hialurónico contrarresta el efecto del envejecimiento en la piel, en particular la formación de arrugas, reemplazando el volumen de líquido perdido; además incrementa la producción de colágeno y afecta la morfología de los fibroblastos.

## Uso clínico

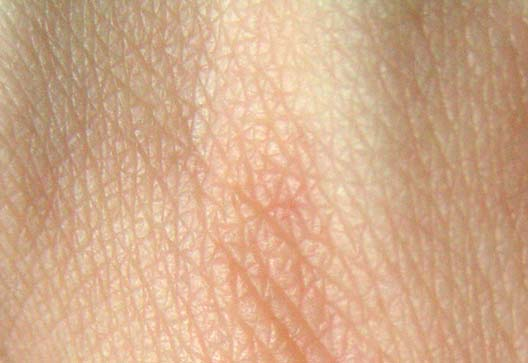
Su funcionalidad como desarrollador de colágeno, retenedor de agua y materia de relleno cutáneo le ha otorgado una gran demanda dentro del sector de la cosmética, la cirugía estética y la odontología estética.

En la farmacopea de numerosos países se utiliza como cicatrizante de heridas y úlceras de decúbito en aplicación tópica. Se encuentra incluido dentro del grupo D03 del código internacional ATC, concretamente con el código D03AX05.
También se utiliza en la viscososuplementación, una técnica para sustituir el líquido sinovial perdido durante las artroscopias y como tópico o en sesiones de mesoterapia.
El uso principal del ácido hialurónico en medicina (en cuanto a número de veces, no en importancia médica), es como material de relleno en cirugía y odontología estética, utilizándose en implantes y rellenos. Este material, además de alisar los pliegues subcutáneos estimula la producción de colágeno, lo que multiplica y prolonga el resultado rejuvenecedor. Su utilización destaca en relleno y contorneado de los labios y pómulos, así como para alisar la frente y las marcas cutáneas aunque también se administra para reducir las cicatrices del acné severo y otros problemas cutáneos que ocasionen pérdida de piel. El ácido hialurónico se inyecta donde no hay músculo justo bajo la piel donde está la arruga.
Asimismo, se emplea en clínicas de fertilidad, en el aumento de volumen de los tejidos y como suplemento nutricional para las articulaciones en tratamientos por dolores en las mismas o con osteoartritis y para el tejido conjuntivo o conectivo. El ácido hialurónico puede también eliminar los radicales libres, los subproductos dañinos para el tejido derivados del metabolismo del oxígeno, que pueden provocar inflamaciones y cáncer.
A través de una instilación vesical, es un tratamiento con buenos resultados en la cistitis intersticial.
También se le ha dado uso en la cirugía ocular veterinaria.

### Uso cosmético y estético
Su uso en cosmética, el sector de mayor demanda, se conoce desde 1996, aunque cubre múltiples necesidades. El ácido hialurónico posee la capacidad de retener el agua en un porcentaje equivalente a miles de veces su peso. Es por ello que se emplea para hidratación de la epidermis ya que reconstituye las fibras que sostienen los tejidos de la piel. Dando una mejor forma a la piel. 
El ácido hialurónico se utiliza ahora comúnmente como un ingrediente en productos cosméticos debido a sus propiedades hidratantes. Como tal no puede usarse en el tratamiento de arrugas faciales ya que por su gran tamaño no penetra la piel. Esto ocurre también con los fragmentos de este ácido con un peso molecular superior a 1000 kDa. En cambio, los fragmentos con un peso menor a 300 kDa pueden penetrar la piel, y aquellos con un peso menor a 130 kDa pueden aumentar el espesor de la piel.
También se ha potenciado su uso en tratamientos estéticos no invasivos, en especial en tratamientos de relleno y aumento de volumen mediante infiltraciones. No obstante, el uso indiscriminado y por profesional no capacitado ha llevado a efectos adversos en este ámbito, como en la nariz: deformidad y debilidad derivadas de la atrofia secundaria del cartílago, formación de granulomas, necrosis, eventos vasculares y dificultades transoperatorias en la disección nasal debido al relleno residual.

### Uso en atletas

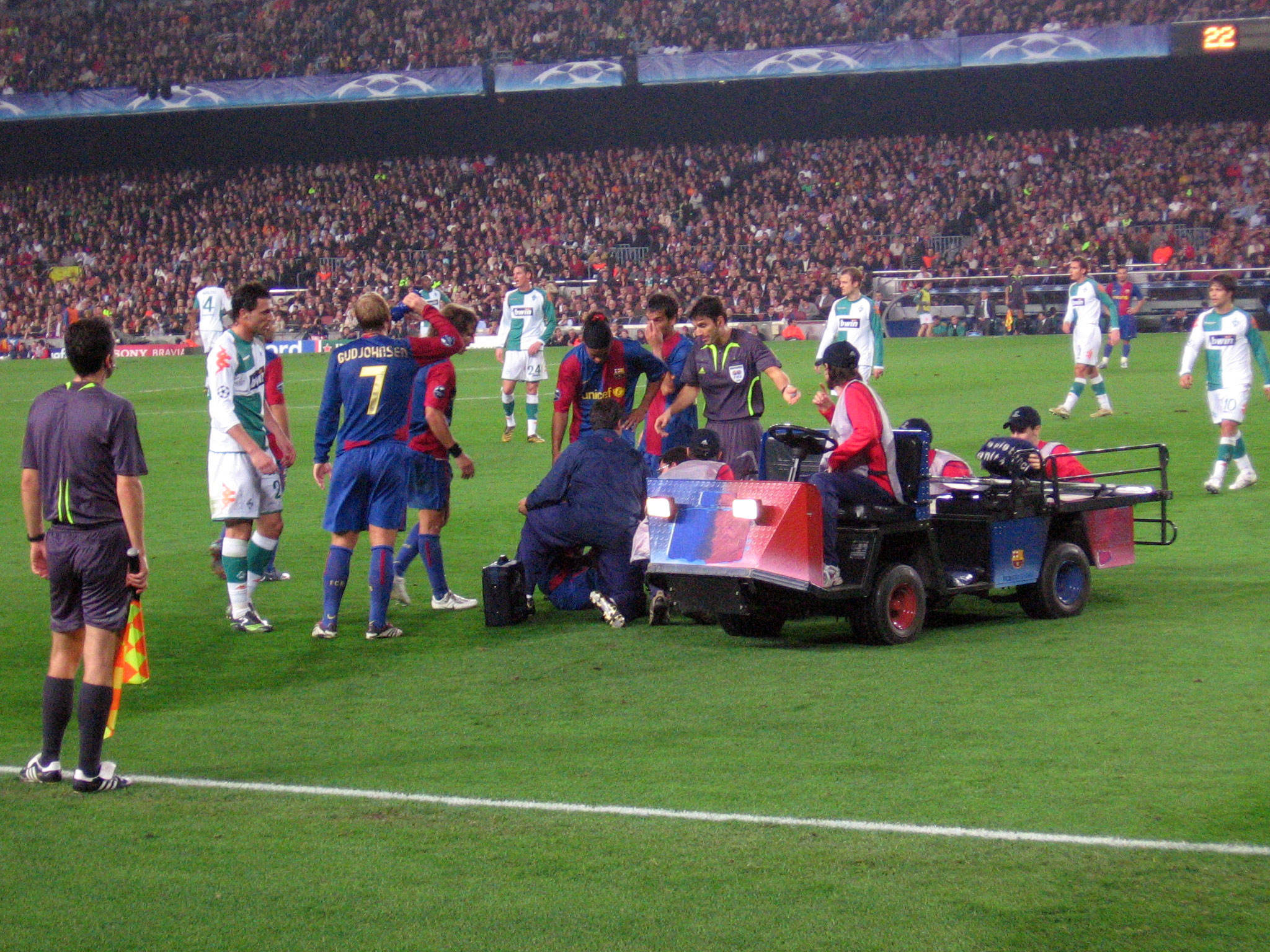
Los esguinces son una de las principales causas de lesión en los deportistas.

El efecto del ácido hialurónico en las articulaciones puede acelerar la recuperación después de un esguince de tobillo según conclusiones extraídas de un experimento realizado en Canadá.
El equipo dirigido por el doctor Robert J. Petrella, de la Universidad de Western Ontario dividió al azar en dos grupos a 158 atletas con esguince de tobillo. Un grupo recibió inyecciones de ácido hialurónico y el otro un placebo. Todos los participantes recibieron la terapia RICE estándar con sujeción o yeso en el tobillo, según fuera necesario. El equipo controló a los pacientes durante 90 días.
El 90 por ciento de los atletas que recibió ácido hialurónico volvió a entrenar a los ocho días, frente al 71 por ciento de aquellos que recibieron placebo. Los atletas competitivos que recibieron las inyecciones después de un esguince de tobillo pudieron volver al deporte a los 11 días, comparados con los 17 días que necesitaron aquellos que recibieron inyecciones de placebo.
Los resultados concluyeron con que el ácido hialurónico formaría un tipo de cicatriz en los ligamentos del tobillo lesionado. En Estados Unidos, Canadá y otros países se está solicitando a las autoridades regulatorias la aprobación del uso del ácido hialurónico para tratar el esguince de tobillo.

### Uso en artrosis de rodilla

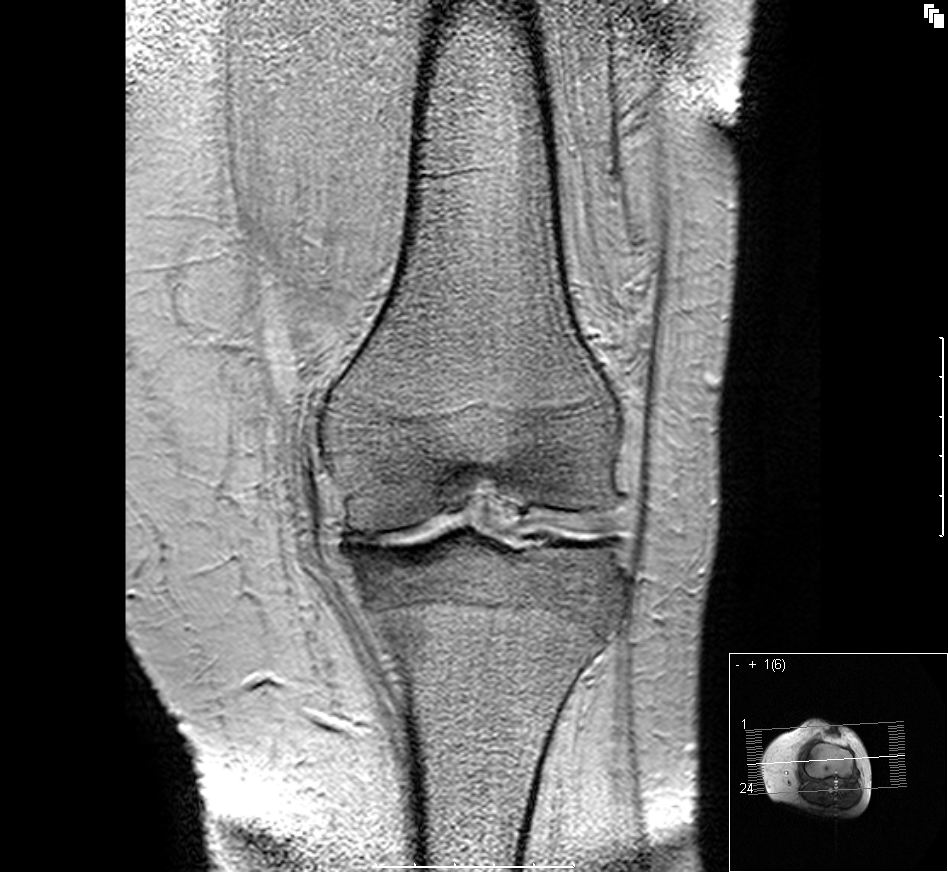
Tomografía computarizada de artrosis de rodilla.

Los autores de este trabajo examinaron los efectos de inyecciones intraarticulares de hialurónico GF-20 en la concentración de hialurónico en el líquido sinovial, viscosidad, y elasticidad a los 6 meses en pacientes con artrosis media a moderada de las rodillas. Se tomaron pacientes con artrosis sintomática de rodilla con un nivel 1-2 según la escala Internacional de la Sociedad de Osteoartritis, a los que se aspiró líquido sinovial antes y a los 3 y 6 meses tras la inyección de hialurónico.
Las muestras que se consiguieron de 32 extracciones de los 60 pacientes que iniciaron el estudio (15 hombres y 17 mujeres con una media de edad de 65 años) a los 3 meses después de la inyección mostraron que la concentración media de hialurónico aumentó un 13%. También se dispuso de suficiente líquido sinovial en 19 de estos pacientes a los 6 meses tras la inyección, con un incremento del 10% (p < 0,053).
Estos resultados sugieren que un posible mecanismo de acción para la viscosuplementación es promover la producción endógena de hialurónico, facilitando la mejora de los pacientes con artrosis.
De igual manera, desde los años 70 el ácido hialurónico ha sido inyectado en las rodillas de caballos de carreras artríticos para reducir la inflamación.
Sin embargo, la última guía clínica del National Institute for Health and Care Excellence (NICE), revisada en 2014, no recomienda el uso de inyecciones intraarticulares de preparados de ácido hialurónico debido a que la calidad de los estudios disponibles que prueban su eficacia es baja y por lo tanto las posibles complicaciones de dichas inyecciones no compensan el incierto beneficio.

## Investigaciones

### Efectos a medio y largo plazo

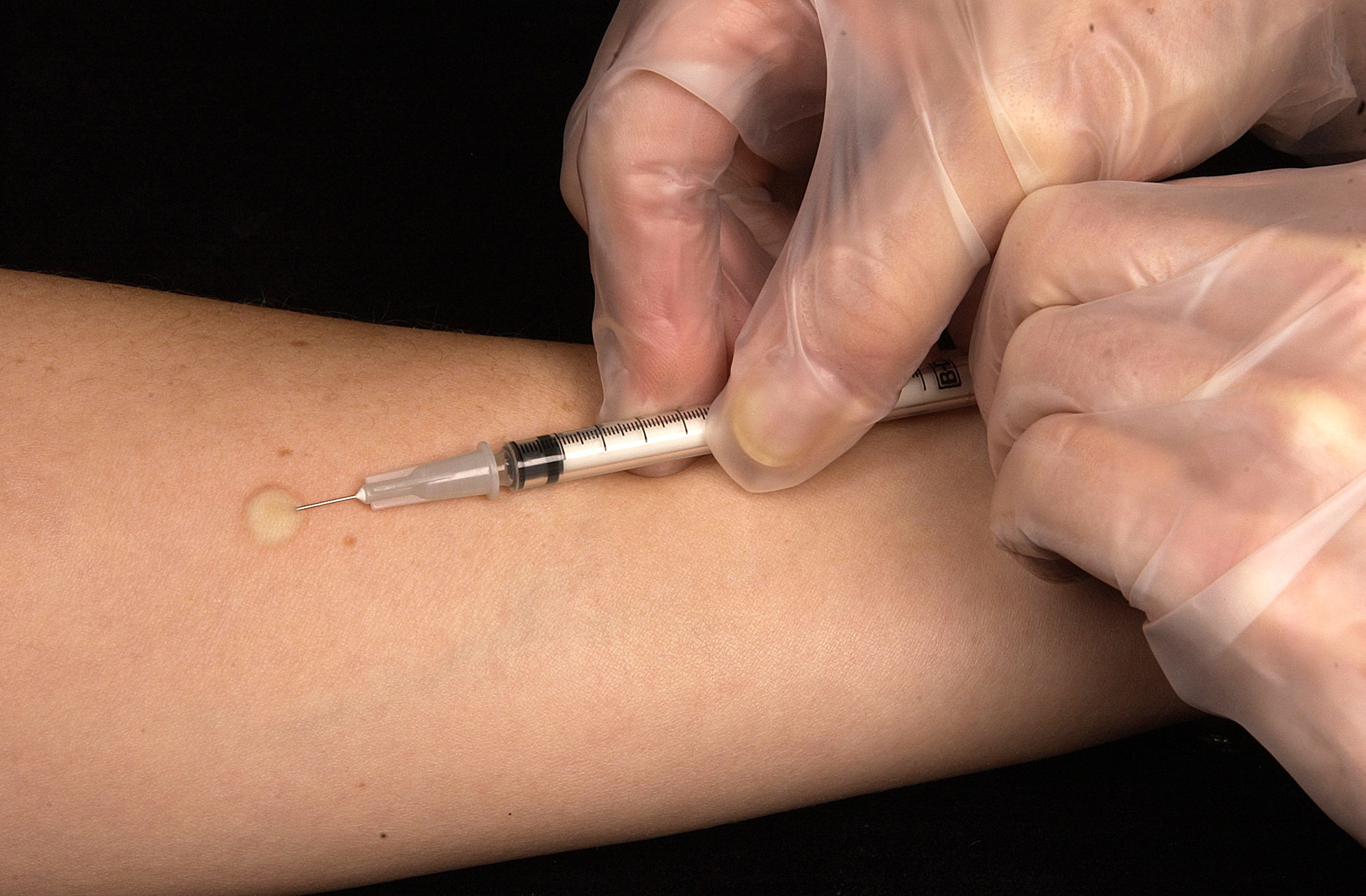
En el experimento de la Universidad de Míchigan se inyectó ácido hialurónico a varias voluntarias y un placebo a otro grupo, en varios puntos de uno de los antebrazos.

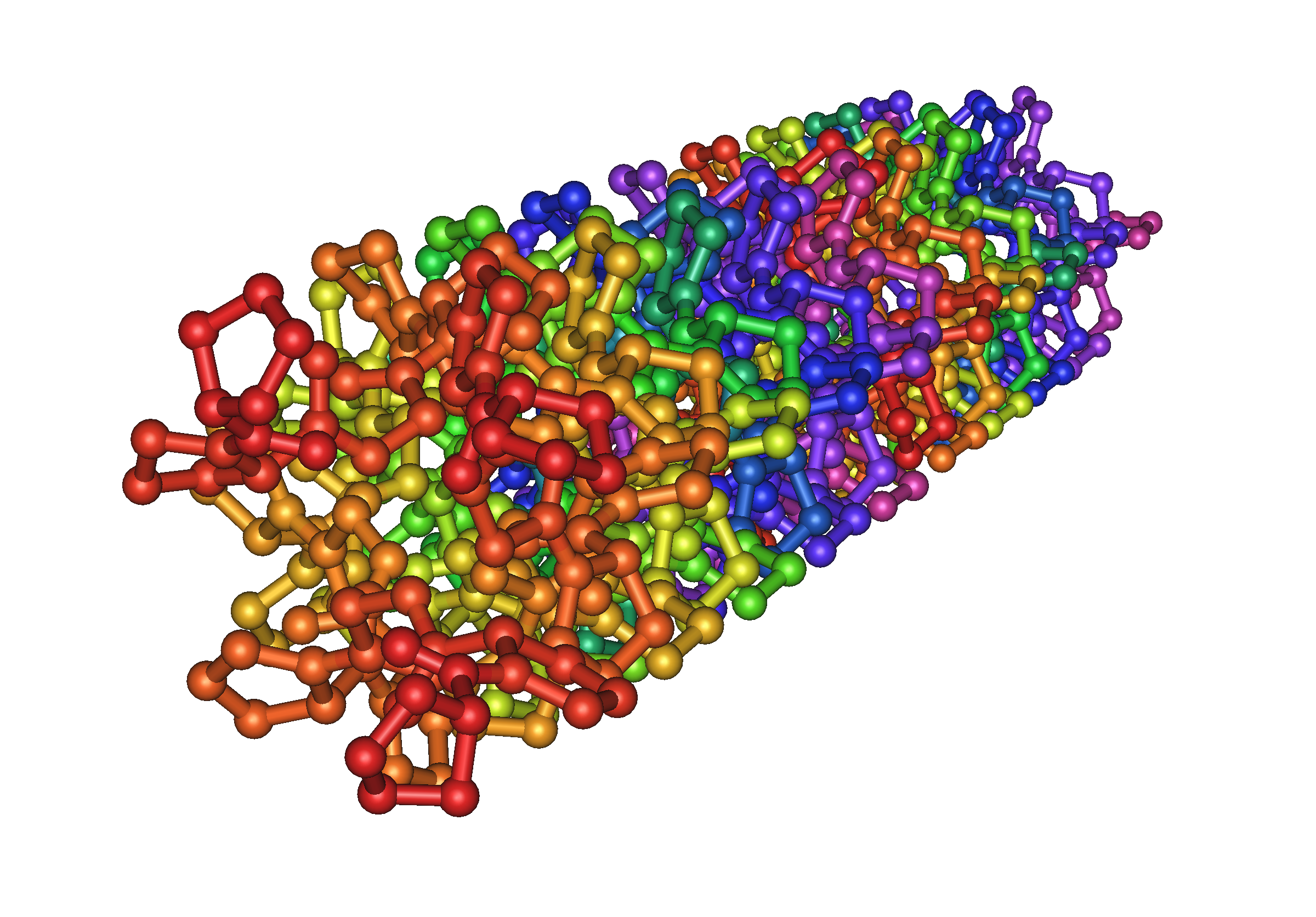
Colágeno. El ácido hialurónico no sólo ocupa el lugar de esta proteína cuando se ha perdido, sino que además estimula su producción.

Un equipo de investigadores de la Universidad de Míchigan seleccionó un grupo de voluntarias sanas con una media de edad de 74 años y una piel aceptable, y les inyectaron ácido hialurónico en varios puntos de uno de los antebrazos. En el otro, las participantes recibieron únicamente suero salino como placebo. Transcurridas unas cuatro semanas realizaron una biopsia que repitieron a los dos meses y medio para evaluar el estado de la piel de las mujeres. El ácido hialurónico había ocupado el hueco que había dejado el colágeno perdido, como era de esperarse, pero además estimuló la producción de esta proteína cutánea mediante el esponjamiento de los fibroblastos. Este doble efecto explica por qué los efectos del ácido hialurónico son acumulativos y se notan más pasado entre seis meses y un año desde las inyecciones.

Desde mi punto de vista, los datos del trabajo confirman y dan validez a lo que los especialistas hemos estado observando en la consulta [una mejoría a medio y largo plazo, más que inmediata].
William Coleman, profesor de Dermatología de la Universidad de Tulane.

El experimento ha sido criticado por haberse aplicado únicamente a un grupo reducido y que se aplicaron en el brazo de las participantes y no en las zonas en las que normalmente se inocula en las consultas médicas. Sin embargo, los expertos defienden que no hay evidencias de que los efectos logrados en esta zona y el funcionamiento de esta sustancia no vayan a ser los mismos en la piel del rostro.

### Producción de derivados
Durante los últimos años se ha utilizado la biotecnología para desarrollar los derivados del ácido hialurónico con dimensiones moleculares específicas en vías de aumentar más aún sus funciones. Los autores apuntan que este material puede ser beneficioso en el tratamiento de otras alteraciones cutáneas caracterizadas por la atrofia y la pérdida de colágeno, como la lipodistrofia ocasionada por el VIH o por el uso de terapias tópicas con esteroides.

## Impacto económico
Su utilización en cirugía estética y quirúrgica lo ha llevado a cobrar importancia dentro del sector. En 2004 el kilogramo más barato de esta sustancia se situaba alrededor de los 5.000 euros.

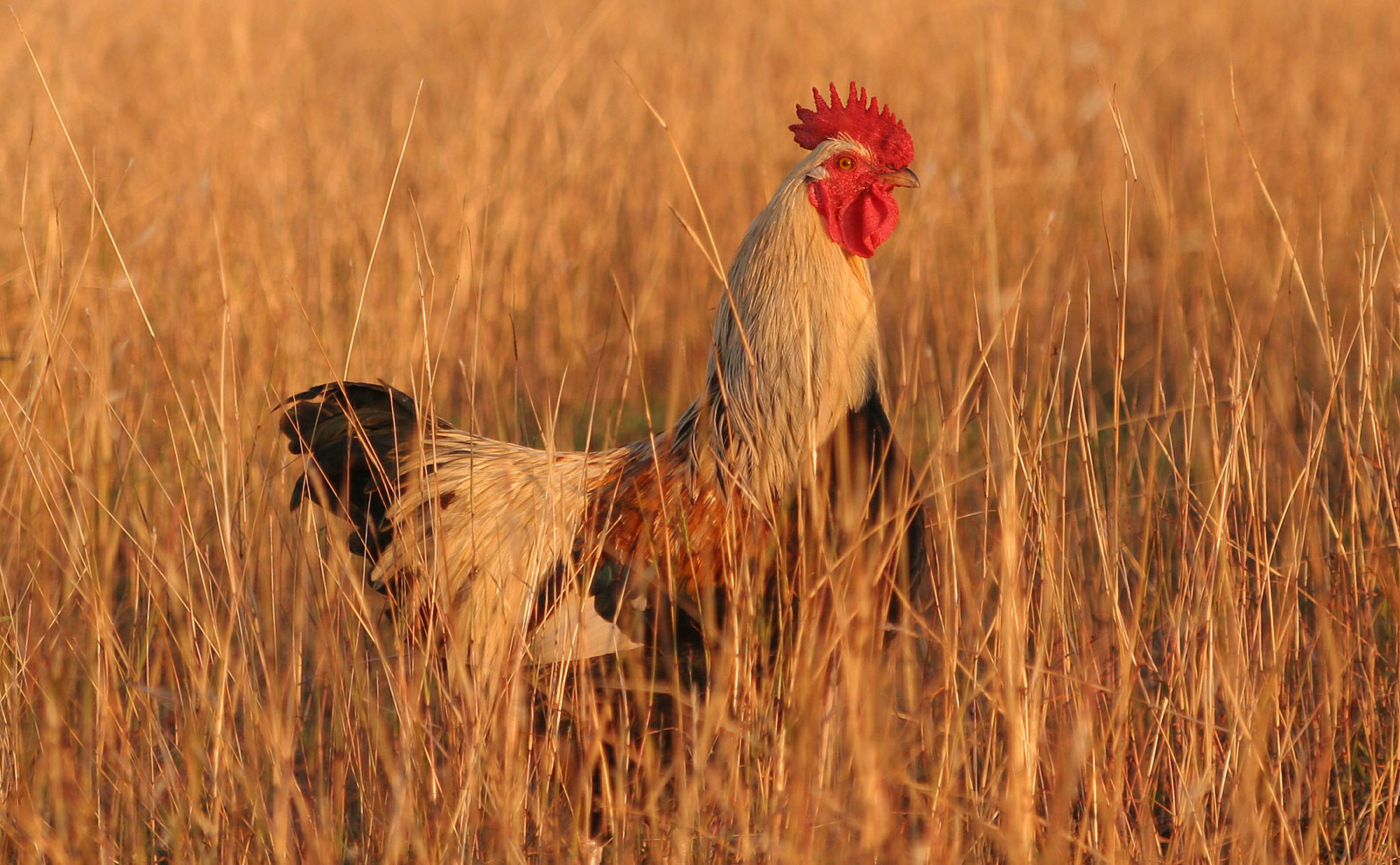
El ácido hialurónico se suele obtener de fuentes naturales como las crestas de los gallos, la aleta de tiburón, las articulaciones de las vacas, los residuos del procesado de pescado (intestinos, ojos..) y el cordón umbilical.

El ácido hialurónico no puede obtenerse por síntesis, únicamente mediante técnicas de bioingeniería con un proceso de fermentación bacteriana del ácido úrico o mediante fuentes naturales, que suelen ser las más comunes. Su producción se está llevando incluso a la industria agroalimentaria. La fuentes más utilizadas son las crestas de los gallos, la aleta de tiburón y el cordón umbilical. En concreto, las crestas de los gallos es una de las fuentes más provechosas de este compuesto ya que tras las matanzas esta pieza se tira. En los gallos, la cresta es esencialmente una gran superficie de piel, que aumenta su concentración de ácido hialurónico como respuesta a la testosterona. Las gallinas también poseen este compuesto pero en menor medida.
Otra de las fuentes principales de este compuesto era el humor vítreo y líquido sinovial de las articulaciones de ganado vacuno, pero a raíz del problema de las vacas locas estas fuentes se encuentran sometidas a fuertes reservas. El grupo de Reciclado y valorización de residuos del Instituto de Investigaciones Marinas (IIM) a fin de aprovechar los residuos del procesado de pescado, ha patentado una forma de extraer ácido hialurónico a partir de ellos.
Su desarrollo y la fabricación de compuestos derivados está promoviendo la elaboración de numerosas patentes. Algunos ejemplos son el Ácido Hialurónico No-Animal y Estabilizado (NAHSA), que como no contiene proteínas de origen animal no exige que se efectúe un test de la piel antes del tratamiento y el DXL™, fórmula de moléculas de ácido hialurónico de doble entrecruzamiento, para hacer que el ácido hialurónico dure más.